# Oops (canção)
"Oops" é uma canção do grupo feminino britânico Little Mix, gravada para o seu quarto álbum de estúdio Glory Days. Conta com a participação do cantor norte-americano Charlie Puth, foi escrita por Puth em conjunto com Michael Caren e Jacob Luttrell, enquanto a produção ficou a cargo de Puth e Maegan Cottone.

## Recepção da crítica
Lewis Corner do Digital Spy, "Parece que temos um novo hino de rebote, gente. "Oops, meu querido você acordou em minha cama/ oops nos terminamos, nos somos melhores como amigos," Little Mix co escreveu o corus do doo-wop, que não sai da cabaça. É difícil não ser varrido com a melodia deste, bem como sua linha de assobios viciante. Ainda estamos em território pop dos anos 50, mas há bastante salto aqui para torná-lo um destaque do álbum. Charlie Puth também faz uma aparição como a outra metade eseu tom quente se encaixa bem oposto ao vocal emotivo e elevado das meninas.

## Performances ao vivo
O grupo performou a canção na final do The X Factor UK em 11 de dezembro de 2016.

## Charts
| Chart (2016)                     | Posição |
| -------------------------------- | ------- |
| Escócia (Scottish Singles Chart) | 21      |
| Irlanda (IRMA)                   | 57      |
| Reino Unido (UK Singles Chart)   | 41      |

## Certificações
| Reino Unido                                                         | BPI | Ouro | 400,000‡ |
| ‡vendas+streaming definido com base apenas no nível de certificação |     |      |          |